# Anton Hlavaček

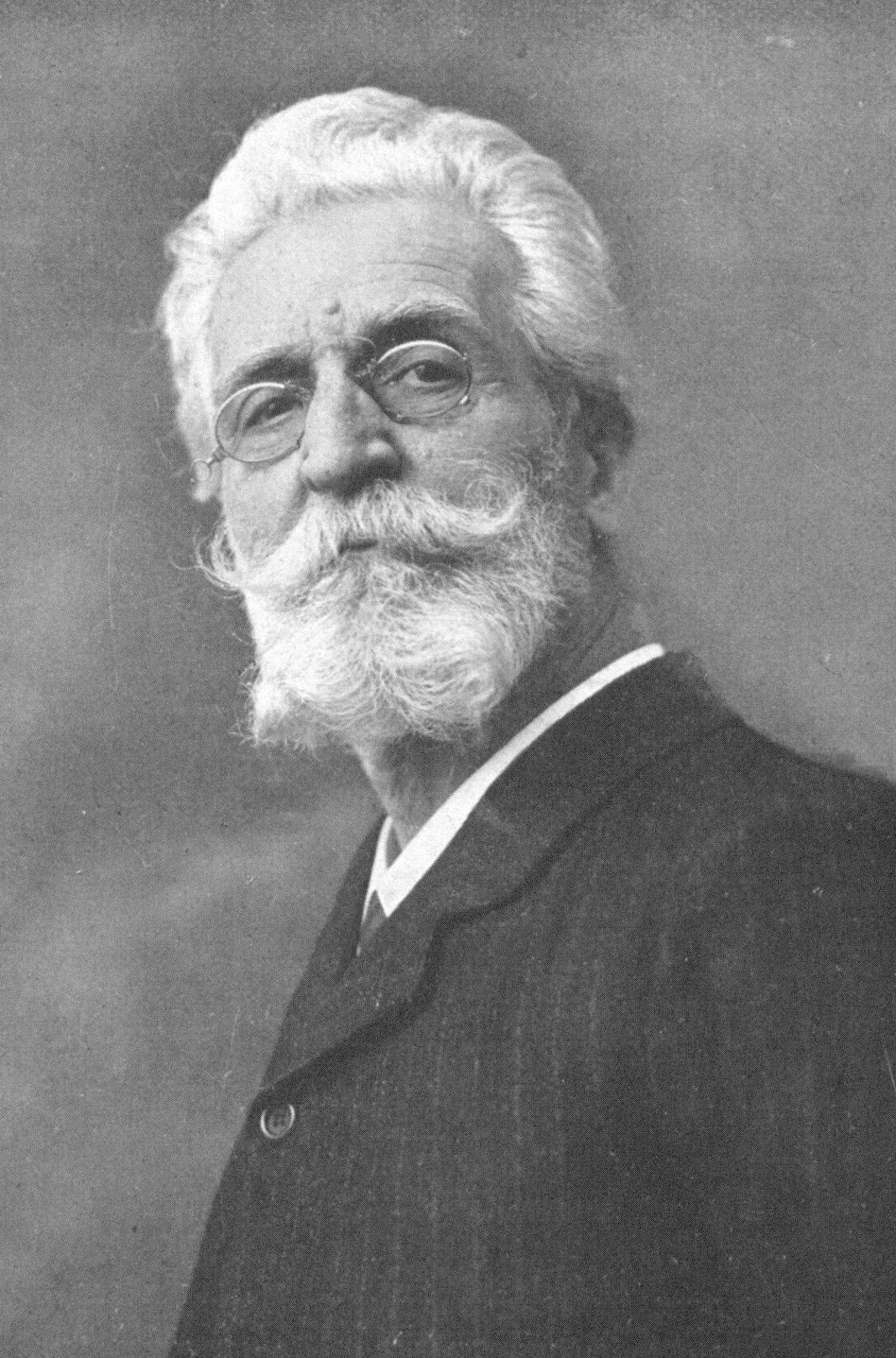
Porträtaufnahme um 1910

Anton Hlavaček (* 7. Mai 1842 in Gaudenzdorf, heute Wien; † 16. Jänner 1926 in Wien) war ein österreichischer Maler mit tschechischen Vorfahren.

## Leben

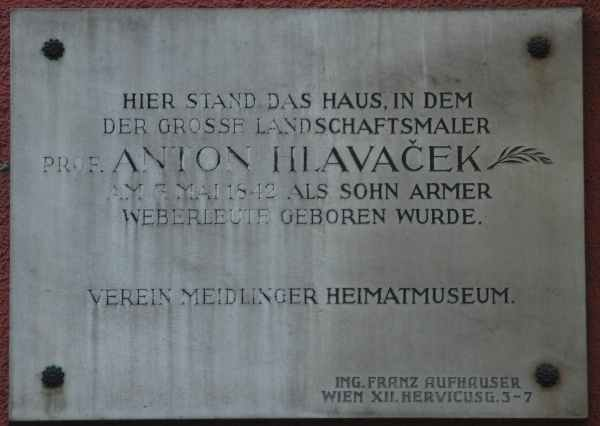
Gedenktafel am Geburtshaus in der Aichhorngasse 8

Anton Hlavaček (spr. láwatschek) wurde im Wiener Vorort Gaudenzdorf, später Teil des 12. Wiener Gemeindebezirks, als Sohn eines Webermeisters geboren und erlernte den Beruf eines Anstreichers (Stubenmalers) und malte nebenbei Bilder zum Verkauf. Erst 1859, nachdem er zweimal wegen angeblicher Talentlosigkeit von der Wiener Kunstakademie zurückgewiesen worden, gelang es ihm, in die damals unter Wilhelm Steinfelds Leitung stehende Landschaftsmalerklasse aufgenommen zu werden. Bis 1864 besuchte er die Akademie, während dieser Zeit freundete er sich mit Eugen Jettel und Robert Russ an.
1864 bis 1869 unternahm er mittels eines Staatsstipendiums eine Studienreise durch Deutschland und kehrte dann nach Wien zurück. Gleich sein erstes Bild aus der Wiener Umgebung wurde von dem Verein Wiener Künstler angekauft. Neue Anregung erhielt Hlavaček durch die Ernennung Albert Zimmermanns zum Akademieprofessor.
Als Ergebnis mehrerer Studienreisen folgten nun: Motiv aus Gastein, Gebirgslandschaft, Morgen am Hintersee, Auszug des Burggrafen von Rodenstein, Aus dem Odenwald. Alle diese Bilder zeigen seine poetische Naturbeobachtung und feine Ausführung.
Neben kleinformatigen Bildern malte Hlavaček in den Jahren 1874 bis 1884 Kolossalgemälde, darunter das Panorama von Wien und seinen Umgebungen vom Nußberg bei Nußdorf (für den Steinernen Saal des Wiener Rathauses) und Das alte Donaubett von Wien. Weitere seiner Landschaftsbilder befinden sich im Wiener Rathauskeller. Für das Etablissement „Tivoli“ schuf er 40 Wandgemälde, 1887 zwei für das Naturhistorische Museum Wien.
Von 1862 bis 1873 war Hlavaček Mitglied des Wiener Künstlerhauses. 1906 gründete er gemeinsam mit den Künstlern Otto Jarl und Johann Michael Kupfer den Österreichischen Künstlerbund.
Hlavaček war der Vater des Malers Erich Hürden.

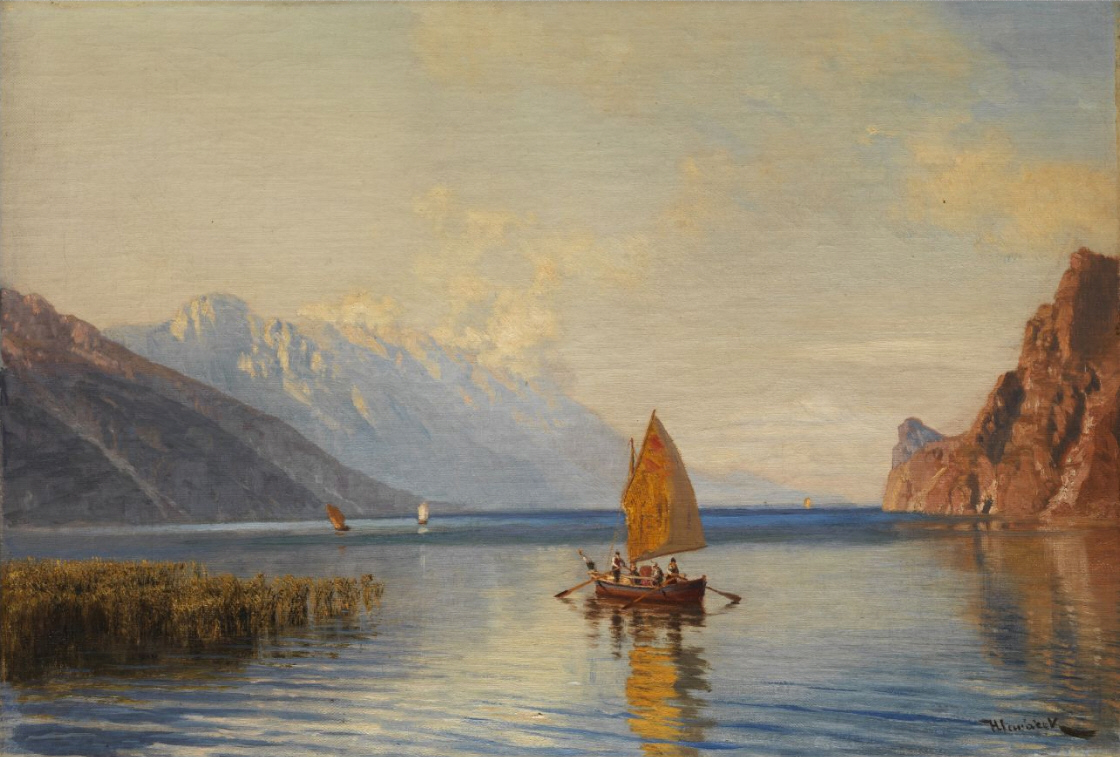
Gardasee am Morgen
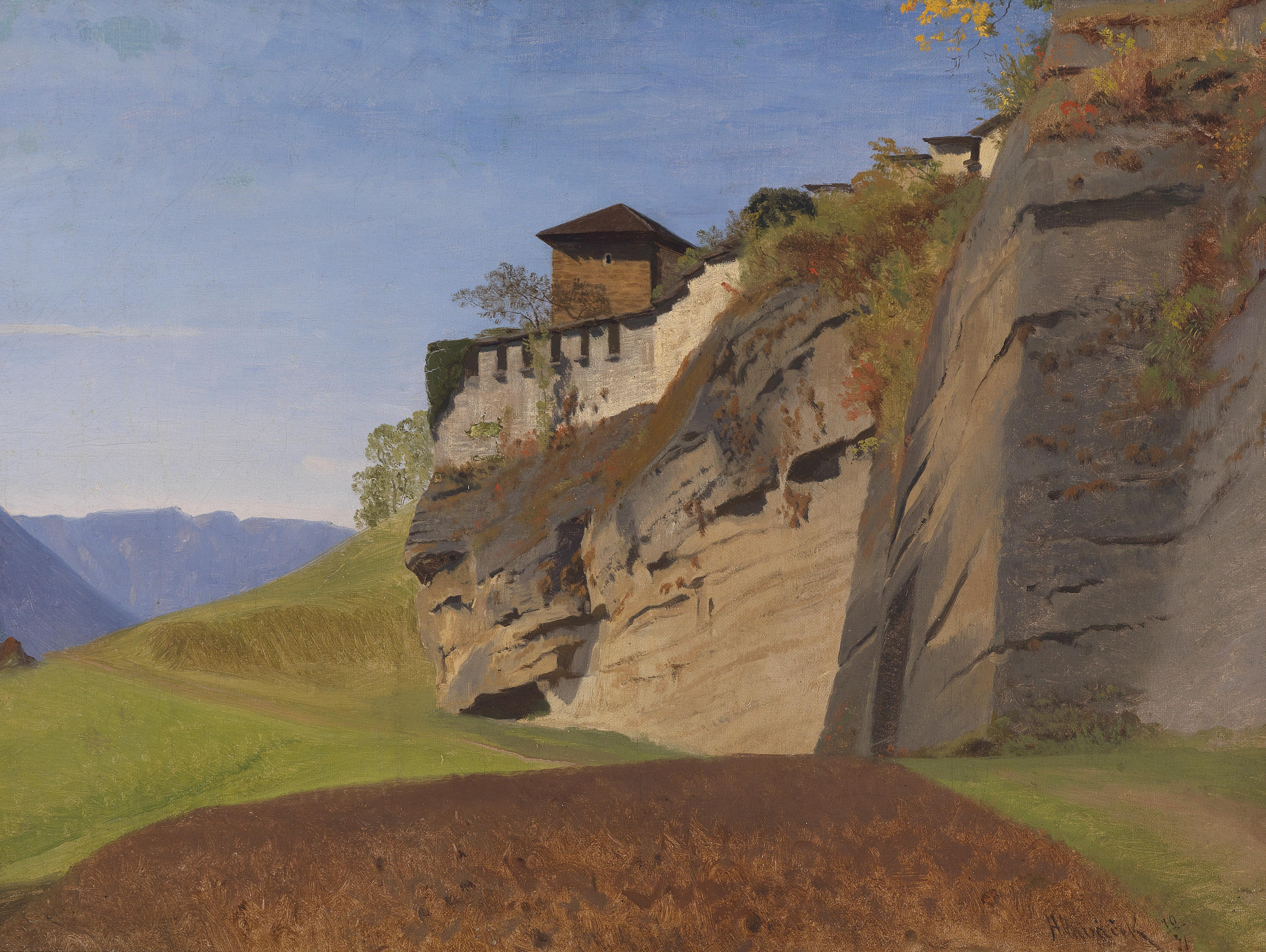
Richterhöhe am Mönchsberg in Salzburg
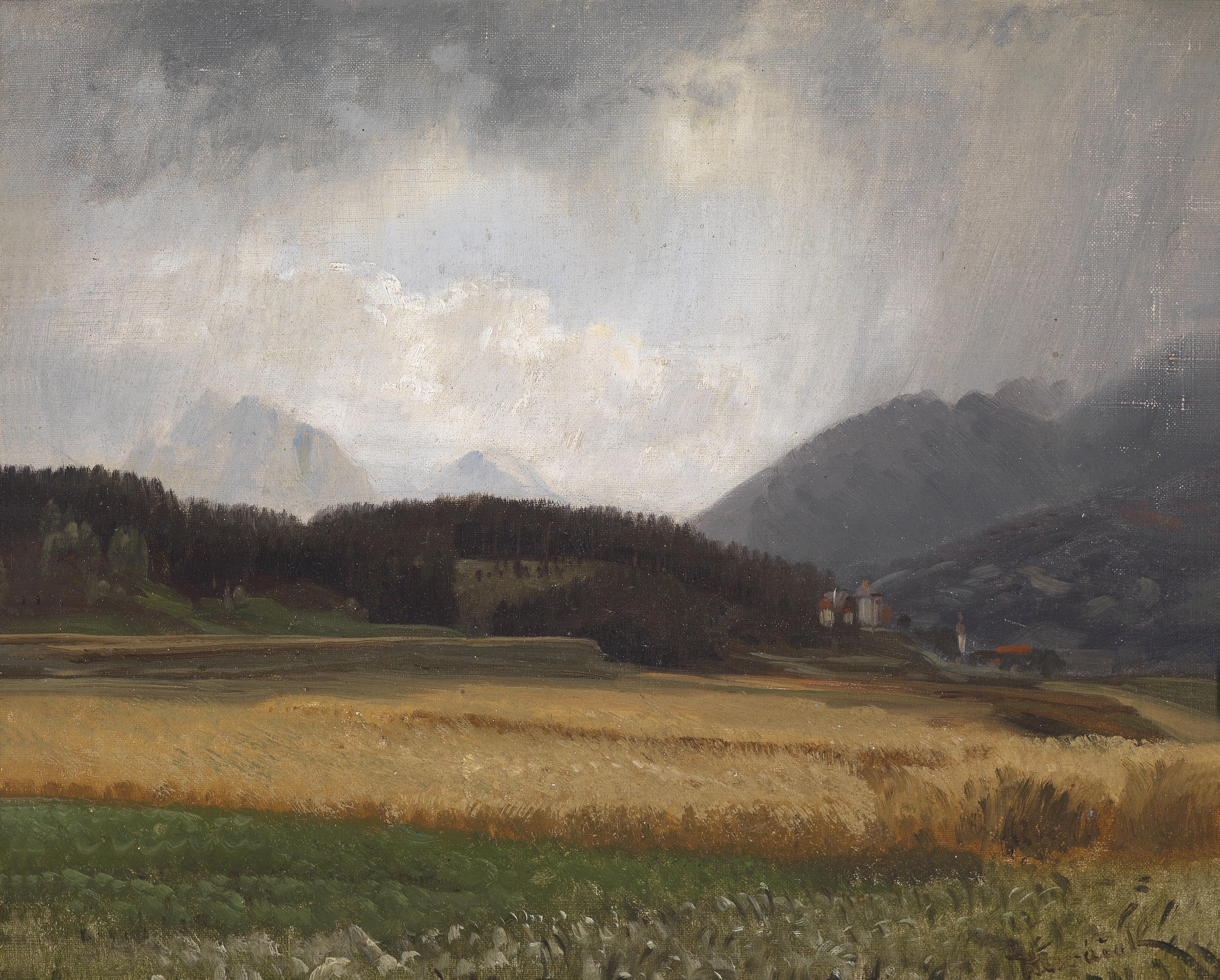
Regenstimmung über Igls

## Ehrungen

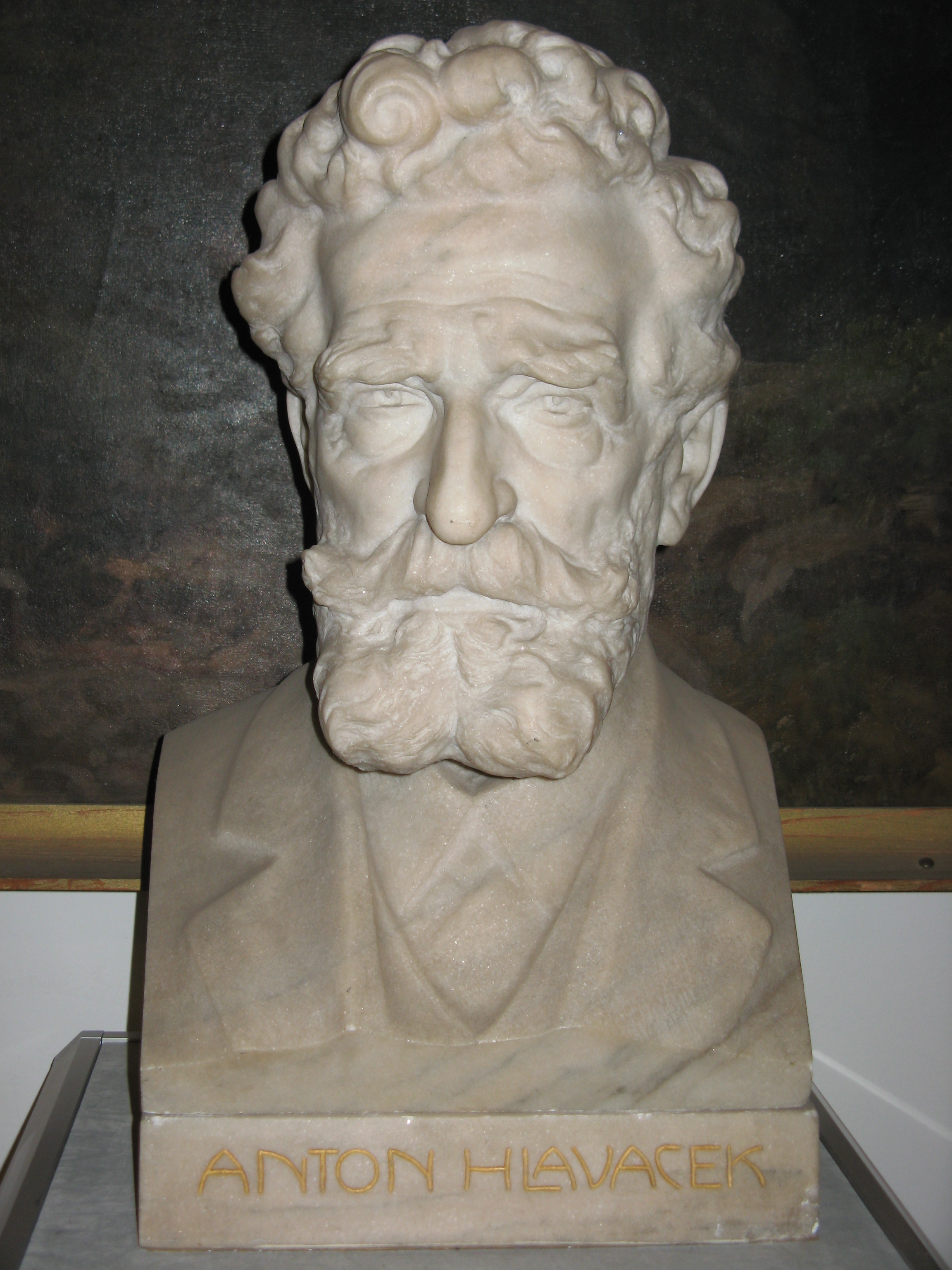
Büste von Fritz Hänlein, Bezirksmuseum Meidling

- 1922: Verleihung des Titels Bürger der Stadt Wien (12. Mai)
- 1925: Am 11. Oktober wurde im Holzpavillon der Meierei Tivoli die von Fritz Hänlein geschaffene Büste von Hlavaček enthüllt, die sich heute im Bezirksmuseum Meidling befindet.
- 1926: Meidlinger Künstler-Gedenkstein. Der von Fritz Hänlein geschaffene Obelisk wurde am 10. Oktober enthüllt und trägt Medaillonreliefs mit Darstellungen des Malers Anton Hlavaček, des Musikers Franz Josef Zierer und der Schriftsteller Oskar Pach und Fritz Stüber-Gunther.
- 1930: Benennung des Hlavacekweg im Wiener Stadtteil Baumgarten
- Ehrenhalber gewidmetes Grab auf dem Döblinger Friedhof (Gruppe 30, Reihe 7, Nummer 10) in Wien.[2]